# 高要区
高要区是中华人民共和国广东省肇庆市下辖的市辖区，位于广东省西北部。區人民政府駐南岸街道府前大街25號。
高要區是廣東省著名僑鄉之一，有華僑13萬多人，分佈在全球30多個國家和地區。高要地處以廣州為中心的1小時經濟圈內，是歷史上海上絲綢之路與陸地絲綢之路對接的交通樞紐。
高等院校：广东理工学院（高要校区）、广东肇庆航空职业学院

## 历史
据《水经注》、《高要县志》记载，漢武帝元鼎六年（公元前111年）置高要縣，因高要峽（今羚羊峽）居高險要而得名。1956年置高要專區。1993年撤縣建市（縣級）。
2015年4月28日，国务院关于同意广东省调整肇庆市部分行政区划的批复（国函[2015]76号），撤销縣級市设立高要区，以原高要市的行政区域为高要区的行政区域。
2022年3月，该区发生了2019冠状病毒病聚集性疫情。

## 地理
高要地处粤西山地东缘，地势西北高东南低。

## 交通
国道： 321国道、 324国道
高速公路： 广昆高速、  珠三角环线高速、 广佛肇高速、 汕湛高速
鐵路：新橋鎮站、高要站

## 经济
工业有精密压铸、食品、轻纺、电子、机械、建材、森工等。农业耕地4.87万公顷，为广东省重要粮食产地之一，有林地10.59万公顷，林木有松、杉、竹、桂木，产松香、桂皮、竹叶球等。

## 物产
- 矿藏有金、银、锡、石灰岩、云母等。
- 土特产有金渡端砚、大湾镇麦溪鲤、金渡鎮花席，禄步鎮、水南鎮、乐城鎮等地区的桂皮 、松香、桂油、巴戟、佛手瓜等，双马菠萝、古迳马蹄、蚬岗西瓜，莲塘、白土、新桥等镇的裹蒸粽；剑花。

## 文化
民间节日有河台鎮的開耕节，莲塘鎮、白土鎮一带农村的“茶裹节”。金渡鎮的行村节（放炮节）。金利鎮的每年五月初一的龙舟大赛。

## 电视广播
长年以来，高要市当局会每天中午12时35分及逢周六、日晚23：15分在翡翠台、本港台插播由高要市广播电视台制作的《高要新闻》。广东省广播电影电视局声称，该台经中共市委、市政府批准确有在港台节目中插播《高要新闻》，根据“有关协议”（无法得知协议名称及内容），插播新闻均是在广告时段插播，并无影响电视连续剧的正常播放，偶尔会因重大新闻（宣传任务）造成“些许超时”。广电当局亦没有解释为何《高要新闻》一定要在翡翠台、本港台，而不在自己的高要市广播电视台频道播放，或者在广东省的电视台，如广东新闻频道中插播, 此行為已於2020年1月起暫停。

## 行政区划
高要区下辖1个街道办事处、16个镇：
南岸街道、河台镇、乐城镇、水南镇、禄步镇、小湘镇、大湾镇、新桥镇、白诸镇、莲塘镇、活道镇、蛟塘镇、回龙镇、白土镇、金渡镇、金利镇和蚬岗镇。

## 人口
根據第七次人口普查數據，截至2020年11月1日零時，高要區常住人口741591人。

## 名胜

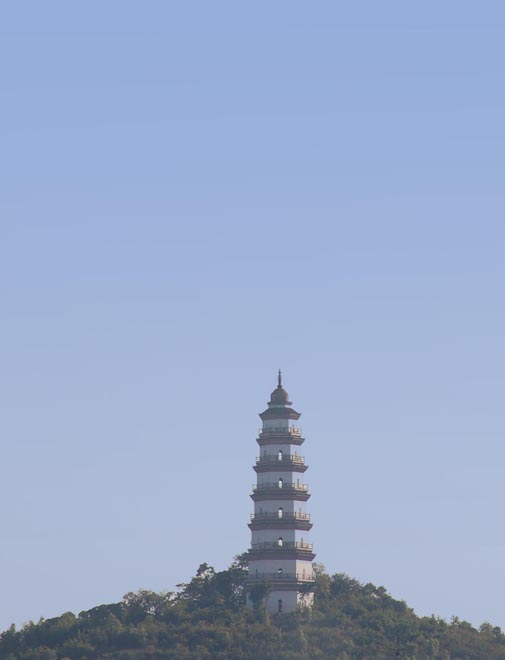
文明塔

- 领村革命遗址
- 文明塔
- 巽峰塔
- 石角村新石器时代建筑遗址
- 莲塘镇神符岩
- 黎槎村
- 蚬岗镇
- 金利龙舟博物馆
- 金利龙舟广场
- 金利滨江公园
- 高要烂柯山徒步
- 高要紫云谷
- 高要猫爪谷
- 高要金象山森林公园
- 高要金沙滩公园
- 高要高尔夫球场

## 特产
高要巴戟天：中国地理标志产品。
高要裹蒸粽